# Ethiolimnia brincki
Ethiolimnia brincki är en tvåvingeart som beskrevs av Verbeke 1961. Ethiolimnia brincki ingår i släktet Ethiolimnia och familjen kärrflugor. Inga underarter finns listade i Catalogue of Life.